# 嘉靖南巡
嘉靖南巡或称嘉靖帝南巡、明世宗南巡，是指明朝嘉靖十八年（1539年）嘉靖帝从北京南行回到了他的藩居之地承天府，也就是今天的湖北省钟祥市。嘉靖帝建造明显陵，修葺武当山，设立承天府，为他的家乡留下大量物质文化遗产。
嘉靖帝出生于湖广安陆，十五岁进京继承皇位。成为皇帝之后的嘉靖帝很多言行都体现了他对故乡的重视，可以从其升格安陆州、扩建明显陵、敕修兴都志、恩泽故乡百姓、晚年欲南巡承天等行为中感受到他对故乡的情感，特别是其晚年欲南巡故乡的念头，进一步体现了嘉靖帝对故乡的思念和落叶归根的心情。终于在嘉靖十八年（1539年）二月十六日，嘉靖帝在文武百官的陪同下开始了南巡，前后长达两个月，累积行程达五千四百多里。在南巡承天期间，嘉靖帝祭告山川社稷，视察显陵并下令扩建显陵，登上纯德山。
嘉靖帝南巡故里时，还赋诗《初阅纯德山喜而自得》和《麦浪》二首。